# Obergericht Celle
Das Obergericht Celle war ein großes Obergericht im Königreich Hannover und später im Königreich Preußen. Es hatte seinen Sitz in Celle in Niedersachsen.

## Hannover
Nach der Revolution von 1848 wurde im Königreich Hannover die Rechtsprechung von der Verwaltung getrennt und die Patrimonialgerichtsbarkeit abgeschafft.
Zum 1. Oktober 1852 wurden 12 Große und 4 Kleine Obergerichte als Gerichte zweiter Instanz (vergleichbar mit heutigen Landgerichten), darunter das Obergericht Celle eingerichtet.
Dem Obergericht Celle waren folgende Amtsgerichte nachgeordnet:
- Amtsgericht Ahlden
- Amtsgericht Beedenbostel
- Amtsgericht Bergen bei Celle
- Amtsgericht Burgdorf
- Amtsgericht Burgwedel
- Amtsgericht Bissendorf
- Amtsgericht Celle
- Amtsgericht Eicklingen
- Amtsgericht Fallersleben
- Amtsgericht Fallingbostel
- Amtsgericht Walsrode
- Amtsgericht Gifhorn
- Amtsgericht Ilten
- Amtsgericht Isenhagen
- Amtsgericht Knesebeck
- Amtsgericht Meinersen
- Amtsgericht Rethem
- Amtsgericht Soltau[3]

## Preußen
Mit der Annexion Hannovers durch Preußen 1866 wurde das Obergericht Celle in ein preußisches Obergericht umgewandelt. Ihm waren die 12 Amtsgerichte Ahlden, Bergen, Burgdorf, Burgwedel, Celle, Fallersleben, Gifhorn, Isenhagen, Meinersen, Soltau, Uelzen und Walsrode nachgeordnet. Übergeordnet war nun das Appellationsgericht Celle. Das Obergericht Celle war gleichzeitig Schwurgericht. 1870 gab es 193.697 Gerichtseingesessene. Gerichtetage wurden in Beedenbostel, Bissendorf, Bodenteich, Brome, Fallingbostel, Hermannsburg, Knesebeck, Rethem a.d. Aller, Schneverdingen, Schwarmstedt und Winsen a.d. Aller gehalten.
Im Rahmen der Reichsjustizgesetze wurde das Obergericht Celle 1879 aufgehoben. Seine Aufgabe übernahmen verschiedene Landgerichte, z. B. das Landgericht Lüneburg.